# Molines-en-Queyras
Molines-en-Queyras – miejscowość i gmina we Francji, w regionie Prowansja-Alpy-Lazurowe Wybrzeże, w departamencie Alpy Wysokie.

## Demografia
Według danych na rok 1990 gminę zamieszkiwało 336 osób, a gęstość zaludnienia wynosiła 6 osób/km². W styczniu 2015 r. Molines-en-Queyras zamieszkiwało 313 osób, przy gęstości zaludnienia wynoszącej 5,8 osób/km².